# أغنشيش (رواية)
أغنشيش (رواية) هي رواية للمؤلف محمد خير الدين، صدرت النسخة الأصلية بالفرنسية سنه 1984 عن دار النشر "سوي" Seuil  و تم ترجمتها إلى العربية من طرف عبدالرحيم حزل و ترجمت أيضا للإنجليزية. 
تدور أحداث الرواية في الجنوب المغربي، حيث يظهر أغنشيش كشخصية أسطورية تقاوم الاستعمار والظلم الاجتماعي.

## ملخص الرواية
تدور أحداث الرواية في الجنوب المغربي، حيث يتم تصوير شخصية أغنشيش كرمز أسطوري يجسد مقاومة الاستعمار والظلم الاجتماعي. العمل الأدبي ينسج بين الخيوط التاريخية والأسطورية ليعرض صورة حية للمجتمع الأمازيغي في تلك الحقبة، ويغطي الصراع بين المقاومة الشعبية من جهة، وقوى الاستعمار والظلم الاجتماعي من جهة أخرى. تُصور شخصية أغنشيش على أنها أكثر من مجرد رجل عادي؛ فهو يمثل رمزًا للعدالة والانتقام، ويجسد القيم التقليدية لشرف القبائل الأمازيغية، حيث يكون السعي لتحقيق العدالة ليس فقط قضية فردية، بل مهمة جماعية تحمل معها نضالًا طويلًا ضد قوى الاستبداد. تعود بداية أسطورته إلى حادثة مقتل أخته بطريقة وحشية، وهو الحدث الذي يشعل فيه نار الغضب، مما يدفعه إلى اتخاذ قرار بتوجيه قوته لأخذ الثأر. بسبب الظلم الذي تعرضت له أخته، يتحول أغنشيش إلى شخصية فارقة في السرد، حيث يصبح سيفه المسلول رمزا لمقاومة الظالمين. تنمِّي الرواية عبره صورة البطل الذي يحمل السيف ليس فقط للدفاع عن نفسه، ولكن أيضًا من أجل المظلومين من أبناء شعبه. مع مرور الوقت، يصبح أغنشيش أسطورة حية في الذاكرة الشعبية، يتناقلها الناس من جيل إلى جيل، ويخشى أعداؤه وتُحترم قُدرته على تحقيق العدالة في قلوب أنصاره.

## دلالة عنوان الكتاب
كلمة "أغنشيش" في اللغة الأمازيغية تعني "مكان الغابة" أو "المرج الغامض"، وهي دلالة لغوية وجغرافية تحيل إلى فضاء طبيعي منغلق، وعصيّ على الاختراق، بل وربما مسكون بالأسطورة والتاريخ المنسي. يكتسب هذا الاسم طابعًا إشارياً في الرواية، إذ لا يعبّر فقط عن موقع جغرافي بعينه، بل يتحول إلى رمز مركزي للحالة النفسية، والوجودية، والثقافية التي يعيشها البطل الراوي وكل من سكن هذا الحيّز الجغرافي المنسي. في السياق السردي، تصبح أغنشيش تجسيدًا مجازيًا للمنفى الداخلي الذي يعانيه الإنسان المغربي المهمّش، ومرآة للمسافة الشعورية والمادية بين "المغرب العميق" (القروي، الأمازيغي، المُستبعَد من المركز الثقافي والسياسي) وبين "المغرب الرسمي الحضري المتماهي مع قيم السلطة والدولة الوطنية الحديثة). 
تمثل أغنشيش فضاءً مقاومًا للنسيان، يحفظ الذاكرة الجماعية لسكانه، ويقاوم الإقصاء الرمزي الذي تمارسه السلطة المركزية. كما يعكس الاسم، بما يحمله من غموض وشاعرية، توجّه الرواية نحو الانزياح عن النمط الواقعي التقليدي، وتبنّيها لأسلوب سردي تتداخل فيه الطبقات الزمنية واللغوية، وتنفتح فيه الجغرافيا على الذاكرة والأسطورة والخرافة.

## الأسلوب
تميز محمد خير الدين بأسلوب سردي يجمع بين الواقع والأسطورة. هذا المزج ساهم في خلق عالم روائي متنوع، تتخلل الرواية أحداث خارقة للطبيعة تزيد من سحرية الأحداث وتتعمق في نفسية الشخصيات. استخدم خير الدين اللغة العامية بشكل واسع ليعكس اللهجة العامية للجنوب المغربي، مما يضفي على الرواية طابعًا محليًا أصيلًا و استخدم اللغة الفصحى في وصف المشاهد الطبيعية والأحداث الهامة، مما يضفي على الرواية عمقًا فكريًا. يمتاز خير الدين بقدرته على وصف الطبيعة بدقة متناهية، حيث يصور لنا جبال الأطلس وجنوب المغرب بجماله الطبيعي. كما استخدم خير الدين أسلوب السرد الشعري في بعض الأحيان، مما يضفي على الرواية جمالية خاصة.

## الشخصيات
- أغونشيش: الشخصية المحورية والأسطورية التي تدور حولها أحداث الرواية. هو رمز للمقاومة والانتقام، ويمثل صوت المظلومين. يتميز بشجاعته وقوته، وحبه الشديد لأرضه[8] وأهله.
- أهل القبيلة: يشكلون الخلفية الاجتماعية للرواية، وهم مجموعة من الأشخاص المتنوعين في شخصياتهم وأهدافهم. بعضهم يدعم أغونشيش في نضاله، والبعض الآخر يخاف منه أو يعارضه.
- الاستعمار: يمثل القوة الظالمة التي تسعى إلى السيطرة على المنطقة وتدمير تراثها.[9]

## صدام الحضارات وتشكل الوعي
جرت مختلف أحداث الرواية بين تافْراوت وتارودانت وتيزْنيت. انطلقت رحلة أغنشيش من جبال تافراوت (وهي بالمناسبة مسقط رأس الكاتب) حيث كان مهووساً بالانتقام ممن قتلوا أخته، ومرّت بتارودانت حيث بمساعدته لأحد قياد القبائل، والذي كان في ذات الوقت أحد قادة المقاومة، سينخرط في العمل الوطني المسلح ضد المستعمر الغاشم، لتنتهي في تيزنيت حيث وقف على التغير الكبير الذي طال حياة المغاربة في ظل الاستعمار؛ فقد انتشر البناء والتعمير في كل مكان، وأصبحت النساء تمشي في الشوارع كالرجال، وظهرت حافلات وشاحنات وسيارات أصبحت تنافس البغال والجياد، وازدهرت دور البغاء والحانات...
لقد أدرك أغنشيش أن مثاليته لم تعد صالحة في ظل واقع أصبح بعيدا كل البعد عن ماضيه، وفي ظل استفحال أمر المستعمر وقبضه بيد من حديد على المغرب. في غمرة هذا الوعي الذي بدأ يتشكل لدى أغنشيش، فُجع في بغلته -رفيقته ومؤنسته– فاعتبر أن «العالم انتهى. عالمي دفنته يوم دفنت بغلتي» (ص 250). لذلك تشكّل لديه إيمان راسخ أن المعركة لم تعد معركة جبال أو أفراد؛ بل هي معركة حضارية ستتصارع فيها القيم والثقافات؛ «وفي اليوم نفسه [يوم موت بغلته] أقبر أسلحته إلى جانب بغلته، واستقل الحافلة إلى الدار البيضاء» (ص 250)؛ كرسي المستعمر ومقر حكمه، لتنتهي أسطورته مثلما انتهت أساطير عشرات من طينته تحت ضغط مستعمر لا يرحم ولا يقيم للاختلاف أي اعتبار.